# Karin Enke
Karin Enke (Dresden, 20 juni 1961) is een voormalig langebaanschaatsster die in de jaren tachtig namens de DDR grote successen boekte. Ze is ook wel bekend onder haar getrouwde namen Karin Busch, Karin Kania en Karin Richter.

## Schaatsloopbaan
Enke begon op jonge leeftijd als kunstrijdster, en werd bij de Europese kampioenschappen van 1977 zelfs negende. Haar lengte was echter een nadeel bij het kunstrijden, en vanaf 1978 ging ze zich daarom richten op het langebaanschaatsen. Met succes, twee jaar later werd ze zowel wereldkampioen sprint als olympisch kampioen op de 500 meter.
Ze zou in totaal elf wereldtitels winnen, zes op het sprintkampioenschap en vijf op het allroundkampioenschap. Ze nam driemaal deel aan de Olympische Winterspelen (in 1980, 1984 en 1988). Op de Olympische Winterspelen van 1984 in Sarajevo haalde ze vier medailles: goud op de 1000 en 1500 meter en zilver op de 500 en 3000 meter. Bij de Olympische Winterspelen van 1988 in Calgary hoopte ze nog enkele gouden medailles daaraan toe te voegen, maar ze moest het onder meer afleggen tegen de Nederlandse Yvonne van Gennip, achter wie ze tweede werd op de 1500 meter. Haar laatste toernooi was het WK Allround, in maart 1988. Ze won drie van de vier afstanden en werd soeverein eerste, voor Van Gennip en de Poolse Erwina Ryś-Ferens.
Enke reed tijdens haar schaatsloopbaan wereldrecords op de 500, 1000, 1500 en 3000 meter. Met name de 1.59,30 op de 1500 meter, die ze op 22 maart 1986 op de wonderbaan van Medeo reed, is beroemd. Niet alleen was Enke de eerste vrouw die onder de twee minuten dook, maar ook zou het record tot 29 november 1997 blijven staan, bijna twaalf jaar.
Enke nam acht keer deel aan het WK Allround. Hiervan stond ze na afloop bij zeven op het erepodium (evenaring van het aantal van Tamara Rylova en alleen Stien Kaiser (8x), Gunda Niemann (10x) en Claudia Pechstein (11x) overtroefden haar hierin). Op de winnende kampioenschappen van '82, '84 en '86 won ze de eerste drie afstanden en was daarmee al kampioene voor de start van de laatste afstand. In totaal behaalde ze op het WK Allround 23 afstandmedailles, 15x goud, 7x zilver en 1x brons.

## Dopinggebruik
Op 3 januari 2010 onthulde Giselher Spitzer (een Duitse sporthistoricus en onderzoeker van de Berlijnse Humboldt-universiteit) in het geschiedenisprogramma Andere Tijden op basis van Stasi-documenten dat de Oost-Duitse schaatsster Enke in 1984 geprepareerd was met doping.

## Records

### Persoonlijke records
| Afstand    | Tijd    | Datum            | Baan    |
| ---------- | ------- | ---------------- | ------- |
| 500 meter  | 39,24   | 22 februari 1988 | Calgary |
| 1000 meter | 1.17,70 | 26 februari 1988 | Calgary |
| 1500 meter | 1.59,30 | 22 maart 1986    | Medeo   |
| 3000 meter | 4.17,76 | 5 december 1987  | Calgary |
| 5000 meter | 7.39,82 | 22 maart 1986    | Medeo   |

### Wereldrecords
| Nr. | Afstand         | Tijd    | Datum               | Baan      |
| --- | --------------- | ------- | ------------------- | --------- |
| 1   | minivierkamp    | 168,271 | 13/14 februari 1982 | Inzell    |
| 2   | 1500 meter      | 2.03,42 | 9 februari 1984     | Sarajevo  |
| 3   | 1000 meter      | 1.18,84 | 22 februari 1986    | Karuizawa |
| 4   | sprintvierkamp  | 160,060 | 22/23 februari 1986 | Karuizawa |
| 5   | 1500 meter      | 2.02,23 | 6 maart 1986        | Inzell    |
| 6   | 500 meter       | 39,52   | 21 maart 1986       | Medeo     |
| 7   | 3000 meter      | 4.18,02 | 21 maart 1986       | Medeo     |
| 8   | 1500 meter      | 1.59,30 | 22 maart 1987       | Medeo     |
| 9   | kleine vierkamp | 168,271 | 21/22 maart 1986    | Medeo     |
| 10  | 1000 meter      | 1.18,11 | 5 december 1987     | Calgary   |

#### Wereldrecords laaglandbaan (officieus)
| Nr. | Afstand         | Tijd    | Datum              | Baan         |
| --- | --------------- | ------- | ------------------ | ------------ |
| 1.  | 1000 meter      | 1.24,08 | 21 februari 1981   | Grenoble     |
| 2.  | 1000 meter      | 1.22,37 | 3 maart 1984       | Trondheim    |
| 3.  | kleine vierkamp | 174,863 | 11/12 januari 1986 | Geithus      |
| 4.  | 1000 meter      | 1.22,13 | 30 november 1986   | West-Berlijn |

### Adelskalender
Enke heeft drie periodes aan de top van de Adelskalender gestaan: eerst van 8 december 1983 tot 15 januari 1984 (38 dagen), een tweede keer van 28 januari tot 23 maart 1984 (55 dagen) en een derde keer van 21 maart 1986 tot 23 februari 1988 (704 dagen). In totaal heeft Enke 797 dagen aan de top van de Adelskalender gestaan.
Hieronder staan de persoonlijke records (PR's) waarmee Enke aan de top van de Adelskalender kwam en de PR's die zij had staan toen zij van de eerste plek verdreven werd. Tevens zijn de gegevens weergegeven van de schaatssters die voor en na haar aan de top van de lijst stonden.
| Datum      | 500 m | 1500 m  | 3000 m  | 5000 m  | Punten  | Voorganger / Opvolger      |
| ---------- | ----- | ------- | ------- | ------- | ------- | -------------------------- |
| 25-03-1983 | 40,53 | 2.04,04 | 4.29,31 | 7.51,8  | 173,941 | Natalja Petroeseva         |
| 08-12-1983 | 40,81 | 2.03,40 | 4.30,25 | 7.49,5  | 173,933 |                            |
| 09-12-1983 | 40,54 | 2.03,40 | 4.30,25 | 7.49,5  | 173,663 |                            |
| 15-01-1984 | 41,93 | 2.05,76 | 4.21,70 | 7.39,44 | 173,410 | Gabi Schönbrunn            |
| 22-01-1984 | 41,28 | 2.05,86 | 4.24,26 | 7.40,97 | 173,373 | Andrea Schöne-Mitscherlich |
| 28-01-1984 | 40,38 | 2.03,40 | 4.28,20 | 7.49,49 | 173,162 |                            |
| 15-02-1984 | 40,38 | 2.03,40 | 4.26,33 | 7.49,07 | 172,808 |                            |
| 23-03-1984 | 41,28 | 2.05,29 | 4.20,91 | 7.40,97 | 172,625 | Andrea Schöne-Mitscherlich |
| 12-01-1986 | 41,0  | 2.03,34 | 4.20,91 | 7.31,45 | 170,743 | Andrea Ehrig-Mitscherlich  |
| 21-03-1986 | 39,52 | 2.02,23 | 4.18,02 | 7.49,07 | 170,173 |                            |
| 22-02-1988 | 39,24 | 1.59,30 | 4.17,76 | 7.39,82 | 167,948 |                            |
| 23-02-1988 | 40,71 | 2.01,00 | 4.12,09 | 7.20,99 | 167,157 | Andrea Ehrig-Mitscherlich  |

## Resultaten
| Jaar | EK Allround | WK Allround         | WK Sprint | Olympische Spelen                   | Wereldbeker                  |
| ---- | ----------- | ------------------- | --------- | ----------------------------------- | ---------------------------- |
| 1980 |             | NC17 (5, 21, 12, -) | · (, )    | 500m · 4e 1000m                     |                              |
| 1981 | · (, , 7)   | · (, , 5)           | · (, )    |                                     |                              |
| 1982 | · (4, , )   | · (, , 5)           | · (, )    |                                     |                              |
| 1983 | · (, )      | · (, 4, , 8)        | · (, )    |                                     |                              |
| 1984 |             | · (, )              | · (, )    | 500m · 1000m · 1500m · 3000m        |                              |
| 1985 |             |                     |           |                                     |                              |
| 1986 |             | · (, , 4)           | · (, )    | 500m · 1000m · 1500m · 3k/5k        |                              |
| 1987 |             | · (, )              | · (4, , ) | 5e 500m 8e 1000m 6e 1500m 17e 3k/5k |                              |
| 1988 |             | · (, )              | · (, )    | 500m · 1000m · 1500m · 4e 3000m     | 500m · 1000m · 1500m · 3k/5k |

- = geen deelname

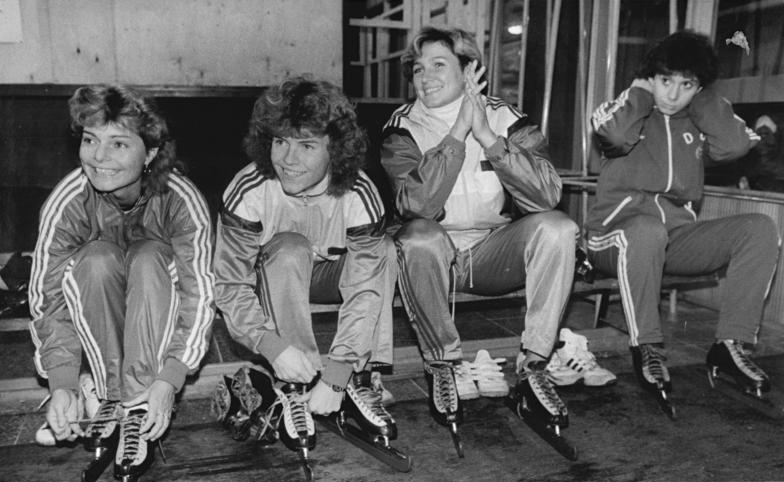
Karin Enke (2e v.r.) samen met Andrea Ehrig, Gabi Zange en Sabine Brehm tijdens de Wereldbekerwedstrijd in Berlijn, 22 november 1987

NC# = niet gekwalificeerd voor de laatste afstand, maar wel als # geklasseerd in de eindrangschikking
(#, #, #, #) = afstandspositie op sprinttoernooi (500m, 1000m, 500m, 1000m) of op allroundtoernooi (500m, 3000m, 1500m, 5000m).

### Medaillespiegel
| Kampioenschap     | Goud · | Zilver · | Brons · |
| ----------------- | ------ | -------- | ------- |
| EK Allround       | 0      | 3        | 0       |
| WK Sprint         | 6      | 2        | 0       |
| WK Allround       | 5      | 2        | 0       |
| Olympische Spelen | 3      | 4        | 1       |

## Wereldrecords
| Nr. | Afstand         | Tijd    | Datum            | Baan      |
| --- | --------------- | ------- | ---------------- | --------- |
| 1   | minivierkamp    | 168,271 | 14 februari 1982 | Inzell    |
| 2   | 1500 meter      | 2.03,42 | 9 februari 1984  | Sarajevo  |
| 3   | 1000 meter      | 1.18,84 | 22 februari 1986 | Karuizawa |
| 4   | sprintvierkamp  | 160,060 | 23 februari 1986 | Karuizawa |
| 5   | 1500 meter      | 2.02,23 | 6 maart 1986     | Inzell    |
| 6   | 3000 meter      | 4.18,02 | 21 maart 1986    | Medeo     |
| 7   | 500 meter       | 39,52   | 21 maart 1986    | Medeo     |
| 8   | 1500 meter      | 1.59,30 | 22 maart 1986    | Medeo     |
| 9   | kleine vierkamp | 168,271 | 22 maart 1986    | Medeo     |
| 10  | 1000 meter      | 1.18,11 | 5 december 1987  | Calgary   |

Verné Lesche · 
Valentina Koeznetsova · 
Serafima Paromova · 
Laila Schou Nilsen · 
Olga Akifjeva · 
Rimma Zjoekova · 
Tamara Rylova · 
Inga Artamonova · 
Stien Kaiser · 
Ans Schut · 
Nina Statkevitsj · 
Tatjana Averina · 
Galina Stepanskaja · 
Natalja Petroeseva · 
Andrea Mitscherlich · 
Karin Enke · 
Gabi Zange · 
Gunda Niemann · 
Claudia Pechstein · 
Anni Friesinger · 
Cindy Klassen
1960: Helga Haase ·
1964: Lidia Skoblikova ·
1968: Ljoedmila Titova ·
1972: Anne Henning ·
1976: Sheila Young ·
1980: Karin Enke ·
1984: Christa Rothenburger ·
1988: Bonnie Blair ·
1992: Bonnie Blair ·
1994: Bonnie Blair ·
1998: Catriona Le May-Doan ·
2002: Catriona Le May-Doan ·
2006: Svetlana Zjoerova ·
2010: Lee Sang-hwa ·
2014: Lee Sang-hwa ·
2018: Nao Kodaira ·
2022: Erin Jackson
1960: Klara Goeseva ·
1964: Lidia Skoblikova ·
1968: Carry Geijssen ·
1972: Monika Pflug ·
1976: Tatjana Averina ·
1980: Natalja Petroeseva ·
1984: Karin Enke ·
1988: Christa Rothenburger ·
1992: Bonnie Blair ·
1994: Bonnie Blair ·
1998: Marianne Timmer ·
2002: Christine Witty ·
2006: Marianne Timmer ·
2010: Christine Nesbitt ·
2014: Zhang Hong ·
2018: Jorien ter Mors ·
2022: Miho Takagi
1960: Lidia Skoblikova ·
1964: Lidia Skoblikova ·
1968: Kaija Mustonen ·
1972: Dianne Holum ·
1976: Galina Stepanskaja ·
1980: Annie Borckink ·
1984: Karin Enke ·
1988: Yvonne van Gennip ·
1992: Jacqueline Börner ·
1994: Emese Hunyady ·
1998: Marianne Timmer ·
2002: Anni Friesinger ·
2006: Cindy Klassen ·
2010: Ireen Wüst ·
2014: Jorien ter Mors ·
2018: Ireen Wüst ·
2022: Ireen Wüst